# Воскресенский, Леонид Александрович
Леонид Александрович Воскресенский (1913—1965) — советский учёный-испытатель ракетной техники, один из ближайших соратников С. П. Королёва, профессор, доктор технических наук. Герой Социалистического Труда.

## Биография
Родился 14 июня 1913 года в городе Павловский Посад в Российской империи в семье священника Александра Георгиевича Воскресенского; мать — Екатерина Вениаминовна, урождённая Соколова. Верующие родители после 1917 года подвергались гонениям (храмы, в которых о. Александр служил, один за другим закрывались, а сам он был в 1921 году ненадолго арестован) и с 1922г с девяти лет Леонид Воскресенский жил в семье старшего брата Георгия, инженера завода «Манометр».
С 1929 по 1936 год работал электромонтёром, затем бригадным инженером Научно-технического института всесоюзного объединения точной индустрии (НТИ ВОТИ) и заочно учился в Московском энергетическом институте. После 4 курса, в 1936 году был призван в армию.
В 1937—1943 годах работал старшим инженером в государственном НИИ азота Наркомата химической промышленности, затем до 1947 года — начальником электротехнической лаборатории в НИИ-3 и НИИ-1. В это время, в 1945 году, он был направлен в Германию, в составе большой группы специалистов, в которую входили С. П. Королёв, В. П. Глушко, В. П. Мишин, Б. Е. Черток, Н. А. Пилюгин и др. — для выявления и вывоза заводского и лабораторного оборудования и образцов немецких ракет А-4. С марта 1946 года, в организованном ракетном институте «Нордхаузен», он был руководителем группы «Выстрел» и начальником отдела испытаний.
В апреле 1947 года Л. А. Воскресенский был назначен начальником контрольно-измерительной станции в НИИ-88. С октября 1951 года по февраль 1954 года он возглавлял проектно-испытательный отдел № 19 (лётно-испытательную станцию на полигоне Капустин Яр) ОКБ-1.
В 1954—1963 годах Л. А. Воскресенский — заместитель главного конструктора ОКБ-1 (главный конструктор — С. П. Королёв). Участвовал в уникальных разработках и испытаниях отечественной реактивной артиллерии и ракетно-космической техники, руководил пусками всех типов ракет разработанных в этот период в ОКБ-1, в том числе первых межконтинентальных боевых ракет 8К71(Р-7), 8К74 (Р-7А) и 8К75 (Р-9, Р-9А), способных нести ядерный заряд, а также космических ракет-носителей 8К72 (Восток) и 8К78 (Молния).
12 апреля 1961 года во время запуска c космодрома Байконур первого в мире космонавта Ю. А. Гагарина на космическом корабле «Востока» Л. А. Воскресенский был дублёром «стреляющего» — подполковника ракетных войск А. С. Кириллова. Он вёл наблюдения у второго перископа в бункере управления, но команд не отдавал.
Ракеты, основанные на Р-7, были отработаны до столь высокого уровня надёжности, что продолжают служить и по сей день[когда?], ракета «Восток» была снята с эксплуатации после более 30 лет (последний запуск 29 августа 1991 года с индийским спутником на борту), а ракета «Молния» прослужила почти 50 лет (последний запуск с космическим аппаратом СПРН состоялся 30 сентября 2010 года). А по сообщению Роскосмоса 25-го декабря 2024 года в 10:45 (мск) при помощи РН «Союз-2.1б» с 31-й площадки Космодрома «Байконур» был произведен юбилейный 2000-й запуск ракет семейства Р-7, на орбиту выведен спутник дистанционного зондирования Земли «Ресурс-П» № 5.
С апреля 1963 года по состоянию здоровья перешёл на преподавательскую работу в Московский авиационный институт, однако до конца своих дней продолжал сотрудничать с ОКБ-1 в качестве консультанта, официально в должности «исполняющего обязанности научного руководителя отделов испытаний».
В 1959 году присуждена учёная степень доктора технических наук, в 1964 году присвоено учёное звание профессора.
С 1961 по 1965 годы профессор, заведующий кафедрой № 308 Московского Авиационного Института (МАИ), инициатор организации в 1961 году этой кафедры, получившей при создании название «Кафедра измерительных и испытательных систем летательных аппаратов», и подготовившей несколько поколений инженеров-испытателей ракетной и авиационной техники.
Леонид Александрович Воскресенский скончался 16 декабря 1965 года. Похоронен на Новодевичьем кладбище (участок 6, ряд 27).

### Семья
- Отец — Александр Георгиевич Воскресенский (1875—1950), с 1898 г. священник Никольской церкви в городе Павловский Посад, а с 1923 г. московского храма Успенья Пресвятой Богородицы в Кожевниках, с 1930 по 1950 гг. протоиерей московского храма Иоанна Воина.
- Мать — Екатерина Вениаминовна Соколова (1880—1956).
- Жена (с 1950) — Елена Владимировна Воскресенская (Крупенская) (1922—1988), химик, закончила Химический факультет МГУ в 1947, работала в Институте Биохимии АН СССР (1949—1954), во ВНИИ источников тока (ВНИИТ, с 1976 в составе НПО «Квант») (1964—1981).
- Дочь — Мария Леонидовна Воскресенская (род. 1955).
- Сыновья:
  - Андрей Леонидович Воскресенский (1951—2020),
  - Александр Леонидович Воскресенский (1940—2003).
- Внучки:
  - Екатерина Александровна Воскресенская (род. 1966),
  - Евгения Александровна Воскресенская (род. 1970),
  - Елизавета Андреевна Воскресенская (род. 1977),
  - Анна Юрьевна Мосеева (род. 1980).

## Награды
- Герой Социалистического труда (1958) за Спутник-1 — первый искусственный спутник Земли
- три ордена Ленина (1947, 1958, 1961) за разработку ракетной военной техники (№ 285877), Спутник-1 (№ 345985) и за Восток-1 — первый космический корабль с человеком на борту (№ 371627)
- Орден Красной Звезды (1945, № 2045534)

## Память

Могила Воскресенского на Новодевичьем кладбище Москвы.

- Назван в честь Л. А. Воскресенского и носит его имя (1970) Лунный кратер Воскресенский.
- Многие документы и личные вещи Л. А. Воскресенского, связанные с его деятельностью в отечественной космонавтике, хранятся в мемориальном Музее Космонавтики.

## Интересные факты
- В документальном фильме «Первый рейс к звёздам» есть кадры с Л. А. Воскресенским у перископа в бункере управления на космодроме Байконур. Во время запуска корабля «Восток» 12 апреля 1961 года фото- и киносъёмка в бункере управления не проводилась. Кадры для фильма были сняты в тот же день, но позднее, после завершения пусковых работ[6].

### Биографические материалы
Многие факты биографии и деятельности Л. А. Воскресенского можно узнать из книг по истории отечественной космонавтики Б. Е. Чертока, где имя Л. А. Воскресенского встречается 98 раз.
- Черток Б. Е. [militera.lib.ru/explo/chertok_be/index.html Ракеты и люди]. — 2-е изд. — М.: Машиностроение, 1999. — 416 с. — 1300 экз. — ISBN 5-217-02934-X.
- Черток Б. Е. [militera.lib.ru/explo/chertok_be/index.html Ракеты и люди. Фили — Подлипки — Тюратам]. — 2-е изд. — М.: Машиностроение, 1999. — 448 с. — 1300 экз. — ISBN 5-217-02935-8.
- Черток Б. Е. [militera.lib.ru/explo/chertok_be/index.html Ракеты и люди. Горячие дни холодной войны]. — 2-е изд. — М.: Машиностроение, 1999. — 448 с. — 1300 экз. — ISBN 5-217-02936-6.
- Черток Б. Е. [militera.lib.ru/explo/chertok_be/index.html Ракеты и люди. Лунная гонка]. — 2-е изд. — М.: Машиностроение, 1999. — 538 с. — 5027 экз. — ISBN 5-217-02942-0.
- А.Лоскутов,ЛЕГЕНДАРНЫЙ ИСПЫТАТЕЛЬ (к 90-летию со дня рождения Л. А. Воскресенского), журнал «Новости космонавтики» № 9 (248), 2003г
- «Берег Вселенной» — под редакцией Болтенко А. С., г. Киев, 2014 г., издательство «Феникс», ISBN 978-966-136-169-9
- А. В. Чуркин, А. В. Шаронов, ПАМЯТИ Л. А.ВОСКРЕСЕНСКОГО, Авиакосмическое Приборостроение, 2005, № 2.
- «С. П. Королёв. Энциклопедия жизни и творчества» — под редакцией В. А. Лопота, РКК «Энергия» им. С. П. Королёва, 2014 г. ISBN 978-5-906674-04-3
- Позамантир Р. Д. «Ракетно-космический наукоград Королёв». — М.: ИП Струченевская О.В., 2018. — 260 с. — ISBN 978-5-905234-12-5.
- Абрамов, Анатолий Петрович. «Оглядываюсь и не сожалею». стр. 210,211,218,219. — Барнаул, 2022. — 256 с. — ISBN 978-5-00202-034-8.